# Om jag snubblat efter vägen
"Om jag snubblat efter vägen" är en sång av Lisa Ekdahl. Den spelades in av henne 2004 och utgör öppningsspåret på hennes studioalbum Olyckssyster. Den utgavs också som singel 2004.
Som B-sida valdes låten "Hon förtjänar hela himlen", även den skriven av Ekdahl och medtagen på Olyckssyster. Singeln producerades av Lars Winnerbäck och spelades in i Puk Studios i Danmark av Ronny Lahti. Den mixades av Lahti i Megaphon Studio i Stockholm och mastrades av Björn Engelmann i Cutting Room i Stockholm. På "Om jag snubblat efter vägen" medverkar bland andra Vanna Rosenberg som gästsångare.
"Om jag snubblat efter vägen" låg tre veckor på Svensktoppen mellan den 3 och 17 oktober 2004, samtliga veckor på plats tio.

## Låtlista
Alla låtar är skrivna av Lisa Ekdahl.
1. "Om jag snubblat efter vägen" – 3:42
2. "Hon förtjänar hela himlen" – 4:27

## Listplaceringar
| Lista (2004) | Topplacering |
| ------------ | ------------ |
| Svensktoppen | 10           |

## Mottagande
Expressens recensent Per Hägred jämförde låten med Bob Dylan och kallade den en "stor stund på en storartad comeback".